# Rho2 Sagittarii
Título a ser usado para criar uma ligação interna é Rho2 Sagittarii.
Rho2 Sagitarii (45 Sagitarii) é uma estrela na direção da constelação de Sagittarius. Possui uma ascensão reta de 19h 21m 50.83s e uma declinação de −18° 18′ 29.4″. Sua magnitude aparente é igual a 5.84. Considerando sua distância de 359 anos-luz em relação à Terra, sua magnitude absoluta é igual a 0.63. Pertence à classe espectral K0III.